# Uno Wallentin
August Uno Walter Wallentin (Gotemburgo, 15 de abril de 1905 — Norrköping, 8 de outubro de 1954) foi um velejador sueco, medalhista olímpico. Ele competiu nos Jogos Olímpicos de Verão de 1936 na classe Star e conquistou a medalha de prata na disputa a bordo do Sunshine com Arvid Laurin.